# Thlaspi creticum
Thlaspi creticum là một loài thực vật có hoa trong họ Cải. Loài này được (Degen & Jáv.) Greuter & Burdet miêu tả khoa học đầu tiên năm 1983.